# Trichoterga monticola
Trichoterga monticola är en tvåvingeart som beskrevs av Tonnoir och Edwards 1927. Trichoterga monticola ingår i släktet Trichoterga och familjen svampmyggor. Inga underarter finns listade i Catalogue of Life.